# توم راش
توم راش (بالإنجليزية: Tom Rush)‏ هو مغن مؤلف أمريكي، ولد في 8 فبراير 1941 في بورتسموث في المملكة المتحدة.

## وصلات خارجية
- الموقع الرسمي
- توم راش على موقع IMDb (الإنجليزية)
- توم راش على موقع ميوزك برينز (الإنجليزية)
- توم راش على موقع أول ميوزيك (الإنجليزية)
- توم راش على موقع ديسكوغز (الإنجليزية)
- توم راش على موقع قاعدة بيانات الفيلم (الإنجليزية)